# فردریک بگبدر
فردریک بِگبِدِر (به فرانسوی: Frédéric Beigbeder) فرانسوی: [fʁedeʁik bɛɡbedeʁ] زادهٔ ۲۱ سپتامبر ۱۹۶۵ در نویی-سور-سن، نویسندهٔ فرانسوی قرن ۲۰ و ۲۱ است.

## زندگی
فردریک بِگبدر اولین رمان خود را در ۱۹۹۰ با عنوان خاطرات یک مرد جوان ناراحت (Mémoires d'un jeune homme dérangé) و در تقابل با رمان خاطرات دختری آراسته اثر سیمون دو بووار نوشت. پس از آن علاوه بر انتشار چندین رمان و مجموعه داستان کوتاه، با رادیو و تلویزیون و مطبوعات فرانسه مانند فیگارو نیز به همکاری پرداخت. او در ۲۰۰۳ با رمان پنجره‌هایی رو به جهان (Windows on the World) برندهٔ جایزه انترالیه و در ۲۰۰۹ با یک رمان فرانسوی (Un roman français) برندهٔ جایزه رنودو شده‌است.
یک زندگی بی پایان (Une vie sans fin)دیگر رمان بگبدر است که در سال ۲۰۱۸ منتشر شده‌است.